# Stubber
Le Grand ou Große Stubber (du slave stopin, « étape ») est un banc de sable caillouteux émergé à marée basse situé dans la partie orientale de la lagune allemande de la mer Baltique connue sous le nom de Baie de Greifswald. Il est le vestige d'une île surexploitée du Moyen-Âge au début du XXe siècle. 

## Histoire
Au Moyen Âge, Stubber est une île. Sa surface se réduit progressivement en raison de l'abattage de ses arbres et de l'excavation de pierres. En 1678, elle sert de point de rassemblement pour les forces navales de Brandebourg-Prusse et du Danemark qui partent envahir l'île suédoise de Rügen. 
Au XIXe siècle, l'île fait office de carrière de gravier pour la construction de routes à Greifswald. Elle est submergée dans la première moitié du XXe siècle. Une bouée signale aux bateaux son emplacement. 

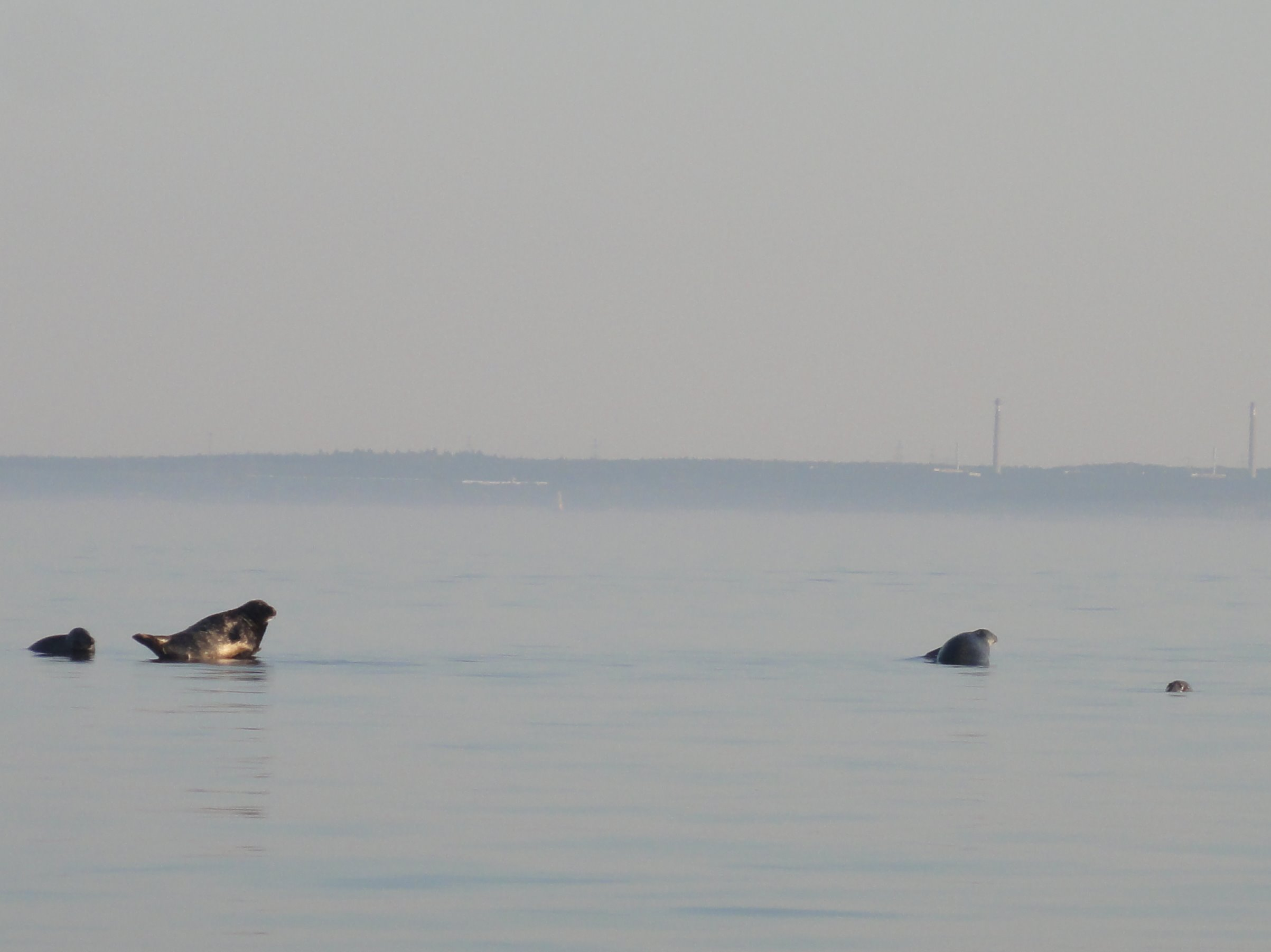
Phoques gris sur le Großer Stubber

Depuis 2004, le phoque gris de la Baltique (H. g. Balticus) a colonisé le banc, alors que l'espèce avait complètement disparu sur la côte allemande de la mer Baltique en 1930. Un nombre croissant de phoques, de 7 à 25, est compté tout au long de l'année sur le Großer Stubber. 
Depuis 2006, la régate Rund Stubber est organisée chaque année à la mi-août. 